# Ilan de Basso
Ilan de Basso (* 1. Oktober 1969) ist ein türkischstämmiger schwedischer Politiker assyrischer Abstammung, der der Sozialdemokratischen Partei angehört.
De Basso wuchs in Stockholm und Örebro auf. Er zog 1999 nach Jönköping, wo er unter anderem bei der Hilfsorganisation Rädda Barnen und bei Arbetsförmedlingen arbeitete. 2010 wurde er hauptamtlicher kommunalråd.

## Politische Karriere
De Basso gehört seit 2013 dem Parteivorstand (partistyrelse) der schwedischen Sozialdemokraten an. Im Jahr 2021 rückte er als Nachfolger für den in die Regierung Andersson berufenen Johan Danielsson in das Europäische Parlament nach.
Bei den schwedischen Parlamentswahlen 2022 wurde er zum Abgeordneten des Reichstags gewählt. Bei der Eröffnungssitzung verzichtete er auf sein Mandat, so dass Azra Muranovic in den Reichstag nachrückte.